# Ferenc Kozár
Ferenc Kozár (ur. 20 marca 1943 w Budapeszcie, zm. 16 czerwca 2013 w Padwie) – węgierski entomolog, specjalizujący się w hemipterologii i entomologii stosowanej.

## Życiorys
Ferenc urodził się 20 marca 1943 roku w Budapeszcie. Od młodości interesował się czerwcami i ochroną roślin. W 1962 roku rozpoczął studia na Węgierskim Uniwersytecie Rolnictwa w Budapeszcie. W 1963 roku przeniósł się na Wydział Ochrony Roślin Uniwersytetu Leningradzkiego w obecnym Petersburgu. Tam otrzymał tytuł magistra dzięki pracy poświęconej czerwcom drzew owocowych. Później przez pół roku prowadził badania w Piatigorsku na Przedkaukaziu, a następnie pracował na Uniwersytecie Leningradzkim. W tym czasie odwiedzał Instytut Zoologii Rosyjskiej Akademii Nauk w Petersburgu. W 1968 roku uczestniczył w Światowym Kongresie Entomologicznym w Moskwie. Od 1971 roku odbywał studia doktorskie jednocześnie w Rosji i na Węgrzech. Po powrocie do Węgier znalazł zatrudnienie w Instytucie Badań nad Ochroną Roślin oraz na Wydziale Zoologii Węgierskiej Akademii Nauk. W latach 1978–1990 był kierownikiem tegoż wydziału. Po tym czasie pełnił tam funkcję konsultanta naukowego. Stopień doktora nauk rolniczych uzyskał w 1991 roku. Zmarł 16 czerwca 2013 roku w Padwie.

## Praca naukowa
Kozár jest autorem ponad 220 publikacji naukowych. Większość z nich ukazała się po 1990 roku. Wszystkie z wyjątkiem dwóch dotyczą pluskwiaków z infrarzędu czerwców. Był najbardziej płodnym kokcydiologiem przełomu tysiącleci. Jego badania nad tą grupą owadów dotyczyły taksonomii, faunistyki, biologii rozwoju, dynamiki populacji, przewidywania gradacji gatunków szkodliwych i ich zwalczania. Opisał 13 nowych dla nauki taksonów rangi rodzinowej, 32 nowe rodzaje i około 175 nowych gatunków. Badania terenowe prowadził w ponad 30 krajach, w tym na Węgrzech, Bałkanach, w Szwajcarii, Grecji, Rosji, Turcji, Kanadzie, Stanach Zjednoczonych i Południowej Afryce. Napisał 9 publikacji książkowych. Wspólnie z Michaelem Kosztarabem stworzyli pozycję o czerwcach Węgier (wydana w 1978 roku) oraz około 500-stronicową pozycję o czerwcach Europy Środkowej (wydana w 1988 roku). Był autorem katalogu czerwców Palearktyki (wydany w 1998 roku) oraz współautorem pozycji o dynamice populacji zwierząt (wydana w 1992 roku).
Kozár był członkiem, wiceprezydentem i prezydentem wielu towarzystw i komitetów entomologicznych, zoologicznych i poświęconych ochronie roślin. Był profesorem wizytującym na uniwersytetach we Włoszech, Turcji i Szwajcarii. Należał do sekcji badań zachodniopalearktycznych International Organization for Biological Control.